# 赤道层状沉积物
赤道层状沉积物（Equatorial layered deposits）英文简称ELD，在水手谷中被称为内部层状沉积物 (ILD)。它们通常被发现是火星上水合硫酸盐露头最丰富的地方，因此，很可能保存有火星液态水的历史记录，因为水合硫酸盐一般是在存在有水的情况下才能形成。在米级尺度上可看到层状地层，当沉积物被部分侵蚀时，复杂的图案变得清晰可见。盖尔撞击坑内土丘中的地层已由火星勘测轨道飞行器上的仪器在轨道上进行了大量的研究，降落在该陨坑中的好奇号漫游车又补充了一些地面真实情况。赤道层状沉积物的许多地层，如盖尔撞击坑中的，与许多其他层状沉积物一样，都由细粒径、易侵蚀的材料组成。根据反照率、侵蚀模式、物理特征和组成成分的不同，研究人员对盖尔坑中似乎与其他陨坑中相似的不同层组进行了分类，它们包括：小型雅丹单元、粗雅丹单元和阶坡单元。赤道层状沉积物通常出现于赤道南北30度范围内的各类地质环境中，如坑洼地形（阿拉伯台地、子午线高原）、混沌地形（阿伦混沌、欧罗姆混沌）、水手谷（及其周边高原）和大型撞击坑（盖尔、贝克勒尔、克罗姆林）。

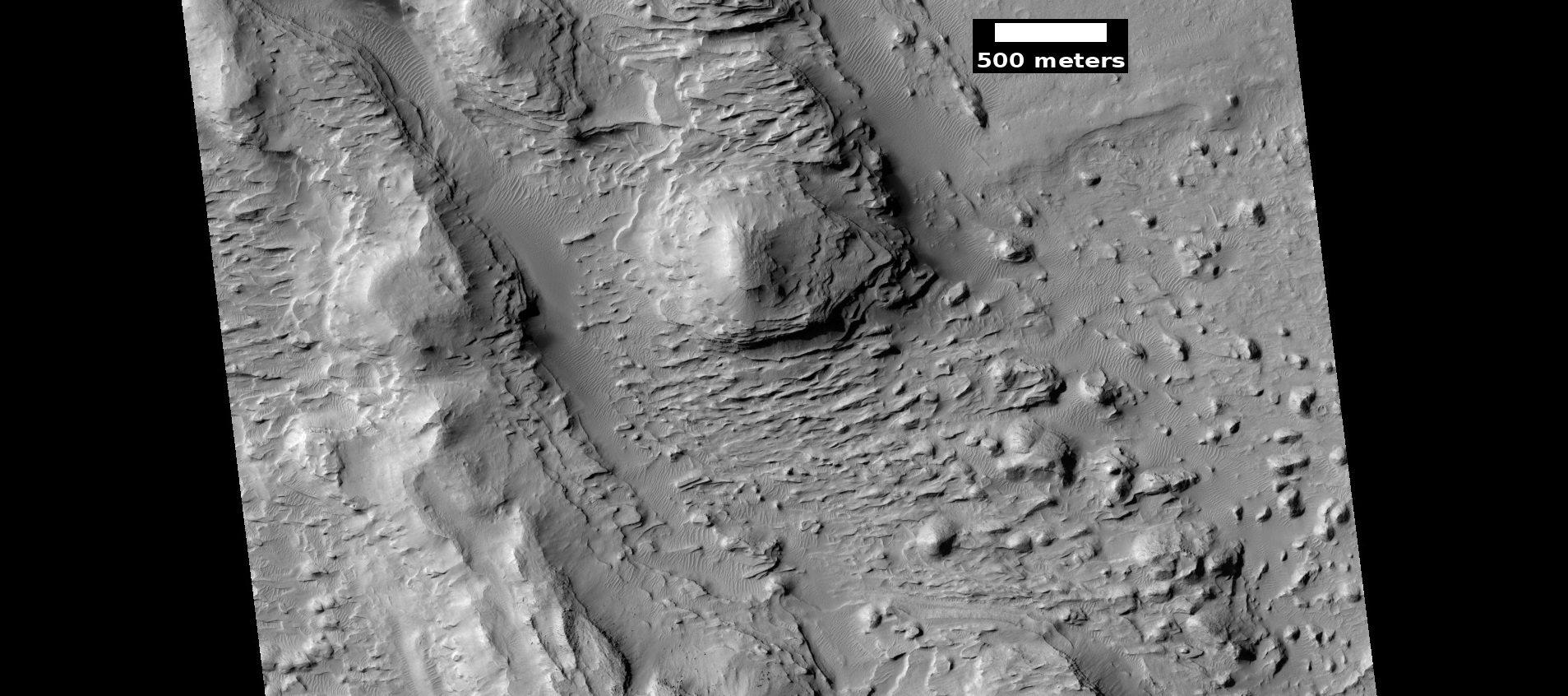
HiWish计划下高分辨率成像科学设备显示的埃俄利斯区盖尔撞击坑东面的分层地形。
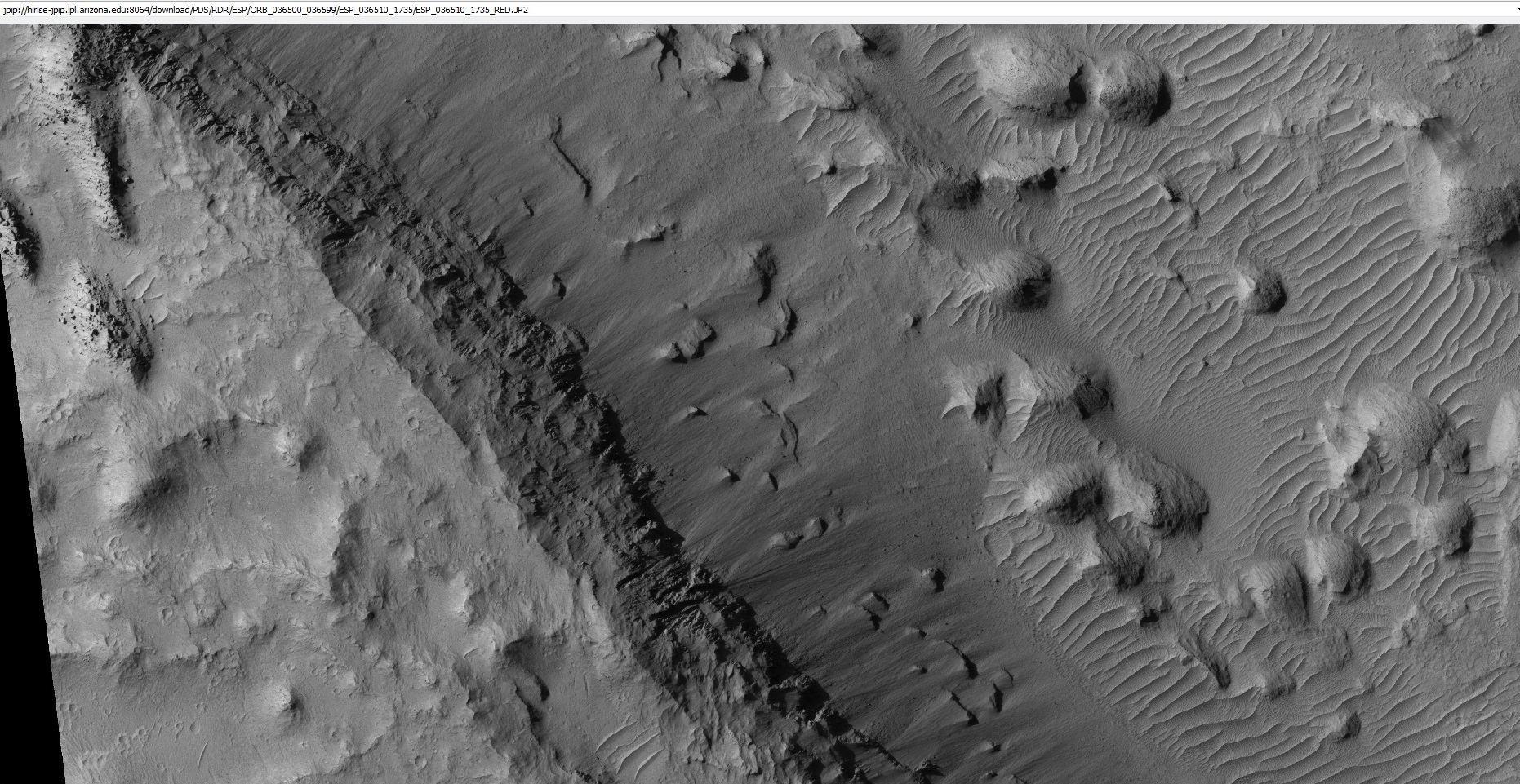
HiWish计划下高分辨率成像科学设备显示的埃俄利斯区盖尔撞击坑东面，梅杜莎槽沟层中的分层和土丘。
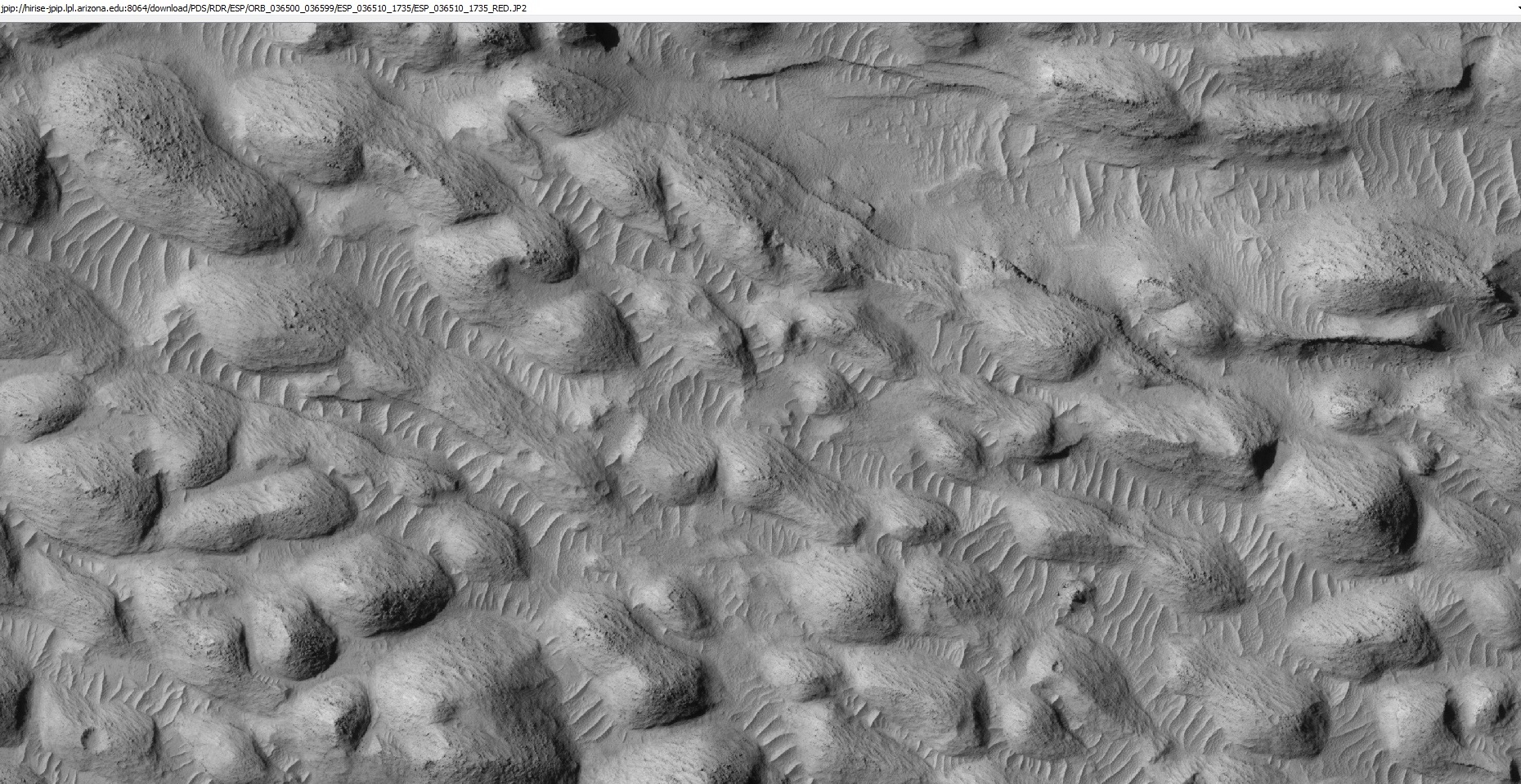
HiWish计划下高分辨率成像科学设备显示的埃俄利斯区盖尔撞击坑东面，梅杜莎槽沟层中的分层和丘堆区。
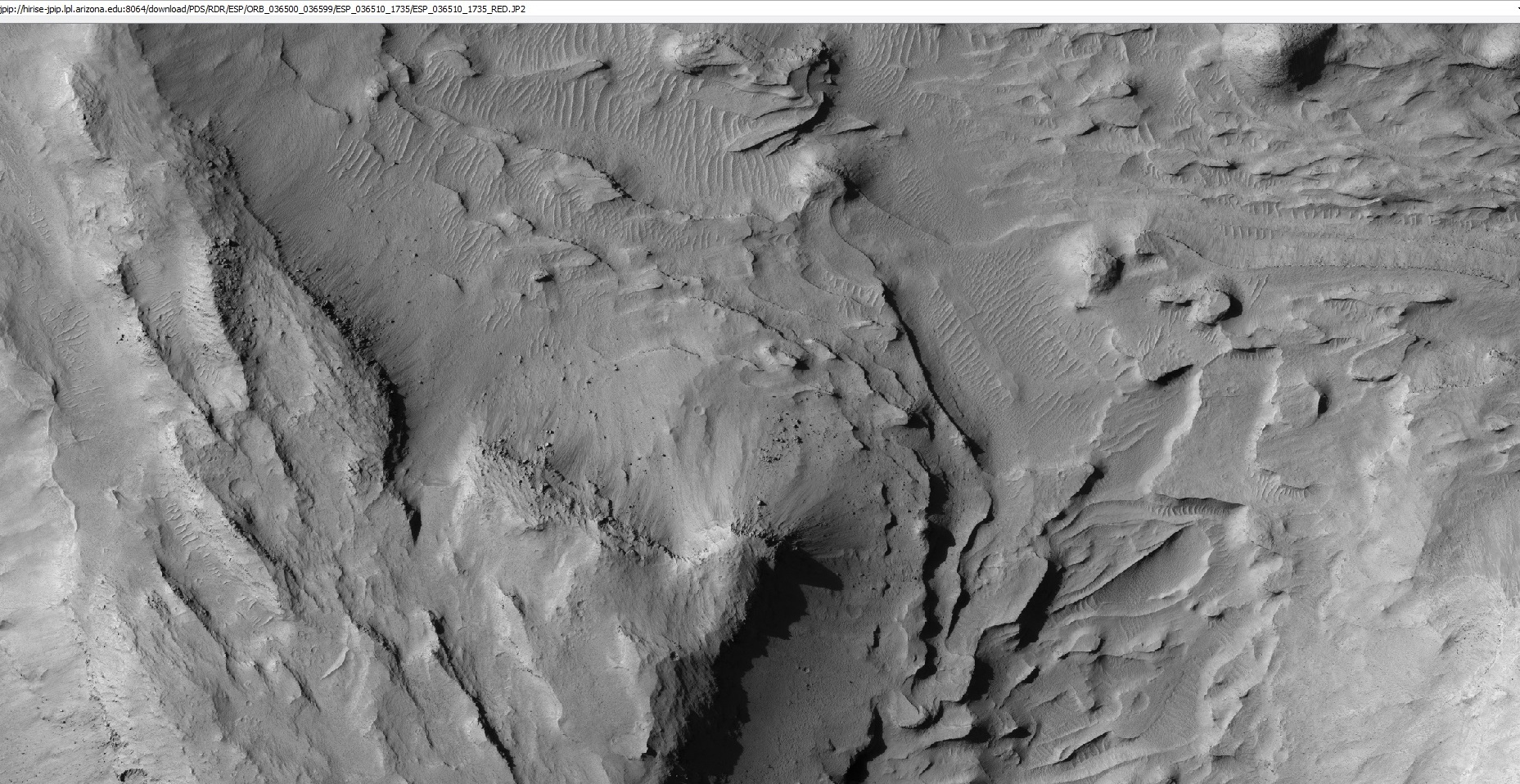
HiWish计划下高分辨率成像科学设备在埃俄利斯区盖尔陨石坑以东看到的底部显示有分层的丘堆。
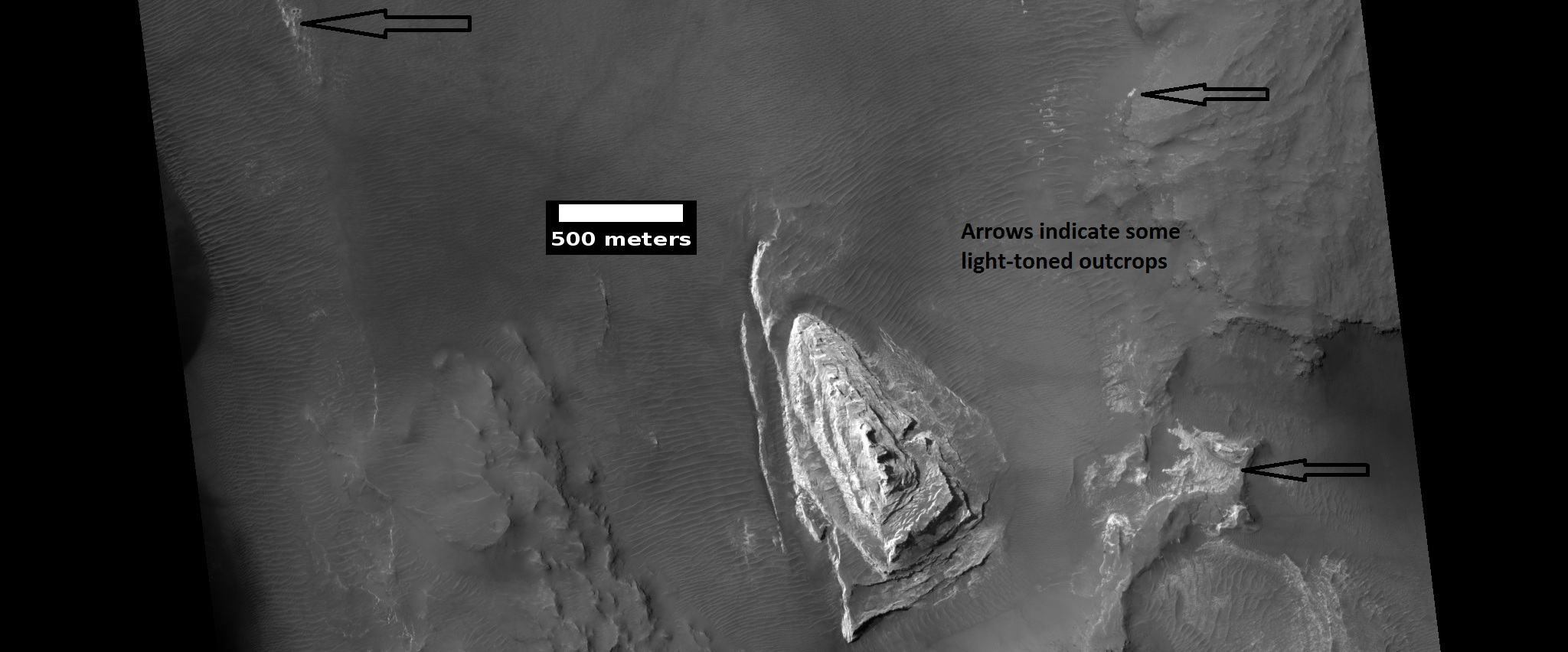
HiWish计划下高分辨率成像科学设备显示的陨坑内浅色的地垛，箭头指示出浅色材料的露头。浅色材料可能富含硫酸盐和类似勇气号探测车检测过的材料，它们可能曾布满整个坑底。下面的其他图片显示珍珠湾区欧罗姆混沌中放大的地垛。
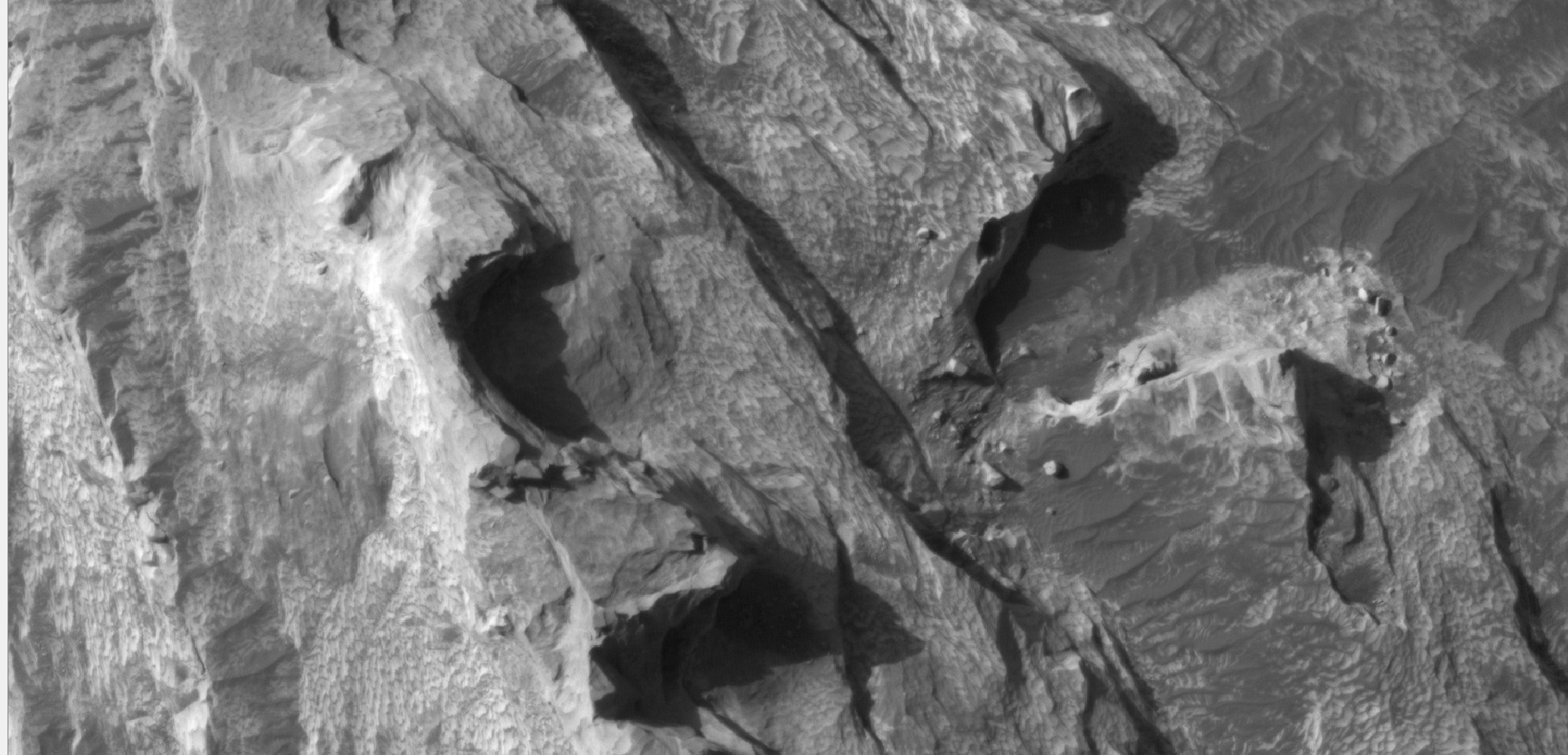
HiWish计划下高分辨率成像科学设备拍摄的浅色地垛顶部的特写。
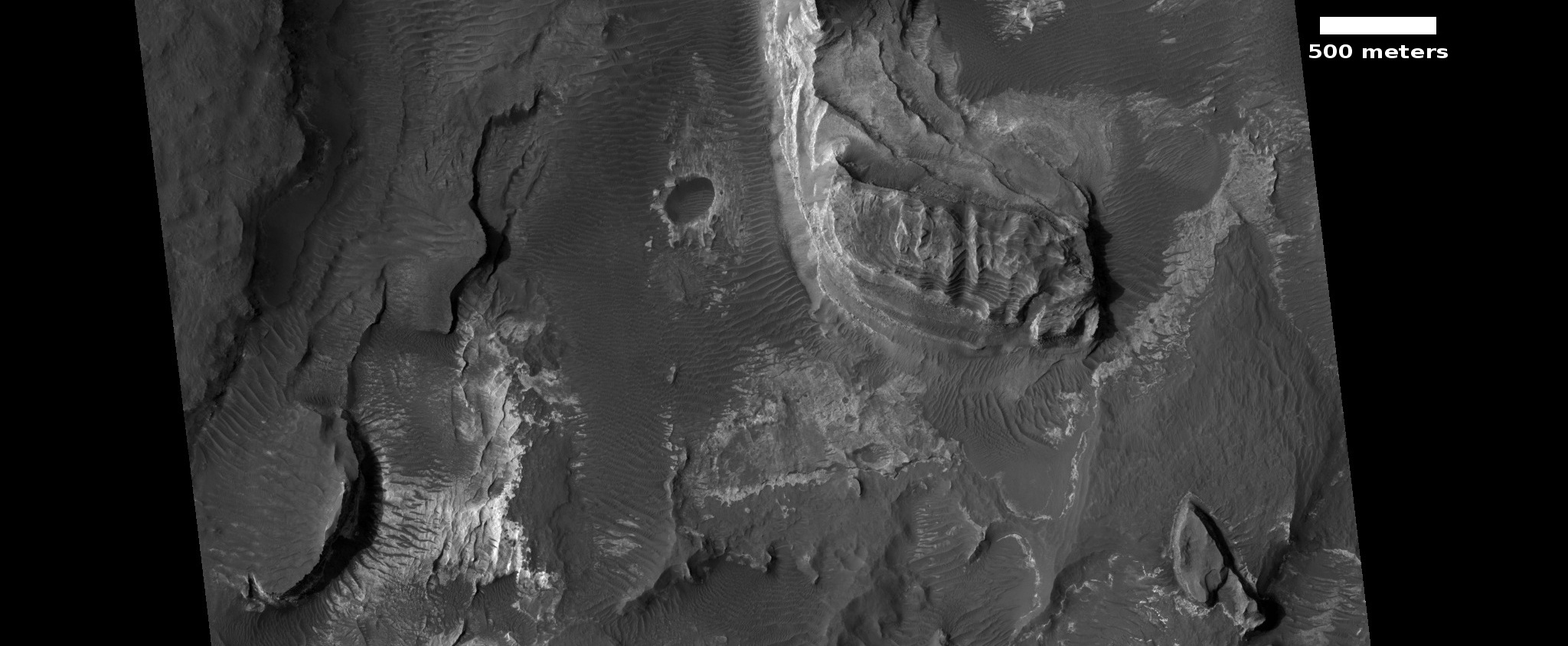
HiWish计划下高分辨率成像科学设备显示的欧罗姆混沌中的层状地垛。

一些赤道层状沉积物已在菲尔索夫陨击坑中被仔细研究过，地下水水位的变化似乎是决定菲尔索夫陨击坑及周围层状沉积物沉积的主要因素。菲尔索夫及附近其他陨坑内的地层很可能是由从裂缝和丘堆中向上涌出的流体开始的，后来导致蒸发岩沉淀。喷泉和干湖沉积物表明存在一种水文循环，当火星地表温度高于冰点时会促使地下水上升。

下面的图片显示了菲尔索夫陨击坑中的一些分层，该陨坑曾是2020年火星车的着陆候选地。

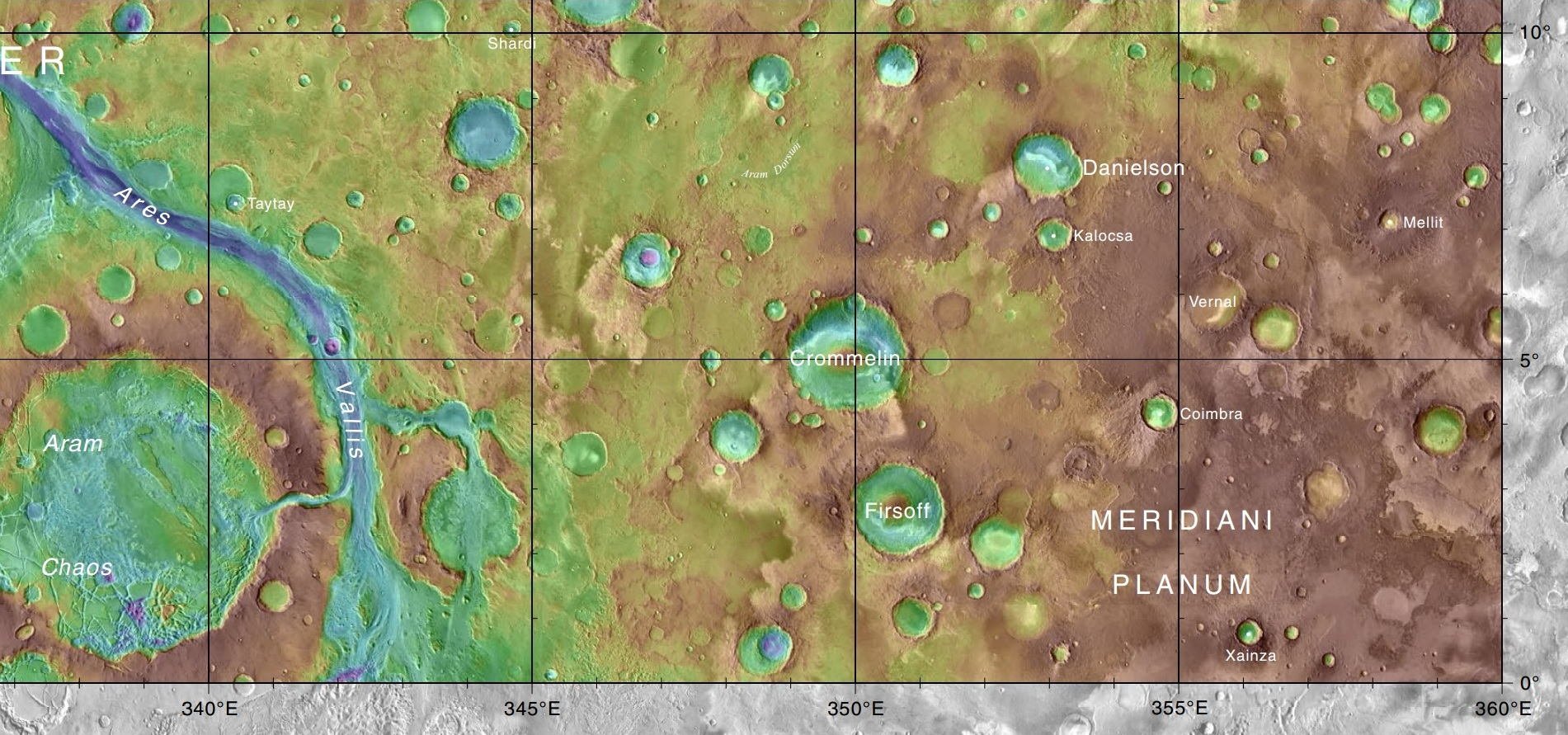
显示了菲尔索夫陨击坑、克罗姆林陨击坑和丹尼尔森陨石坑的火星轨道器激光高度计地图，这些陨坑中都有赤道层状沉积物，颜色表示海拔高度。
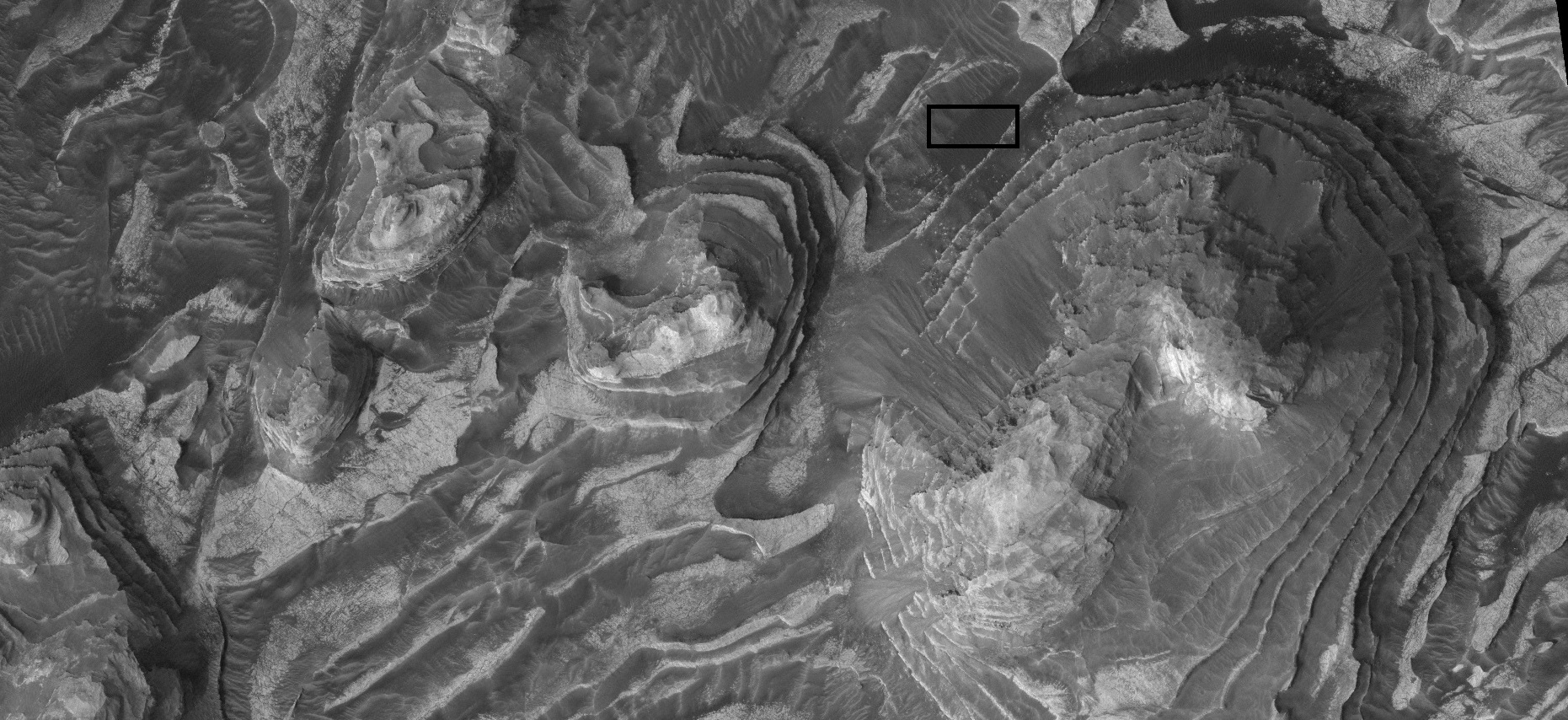
HiWish计划下高分辨率成像科学设备显示的欧克西亚沼区阿拉伯台地中菲尔索夫陨击坑内的岩层，方框显示了足球场大小区域。
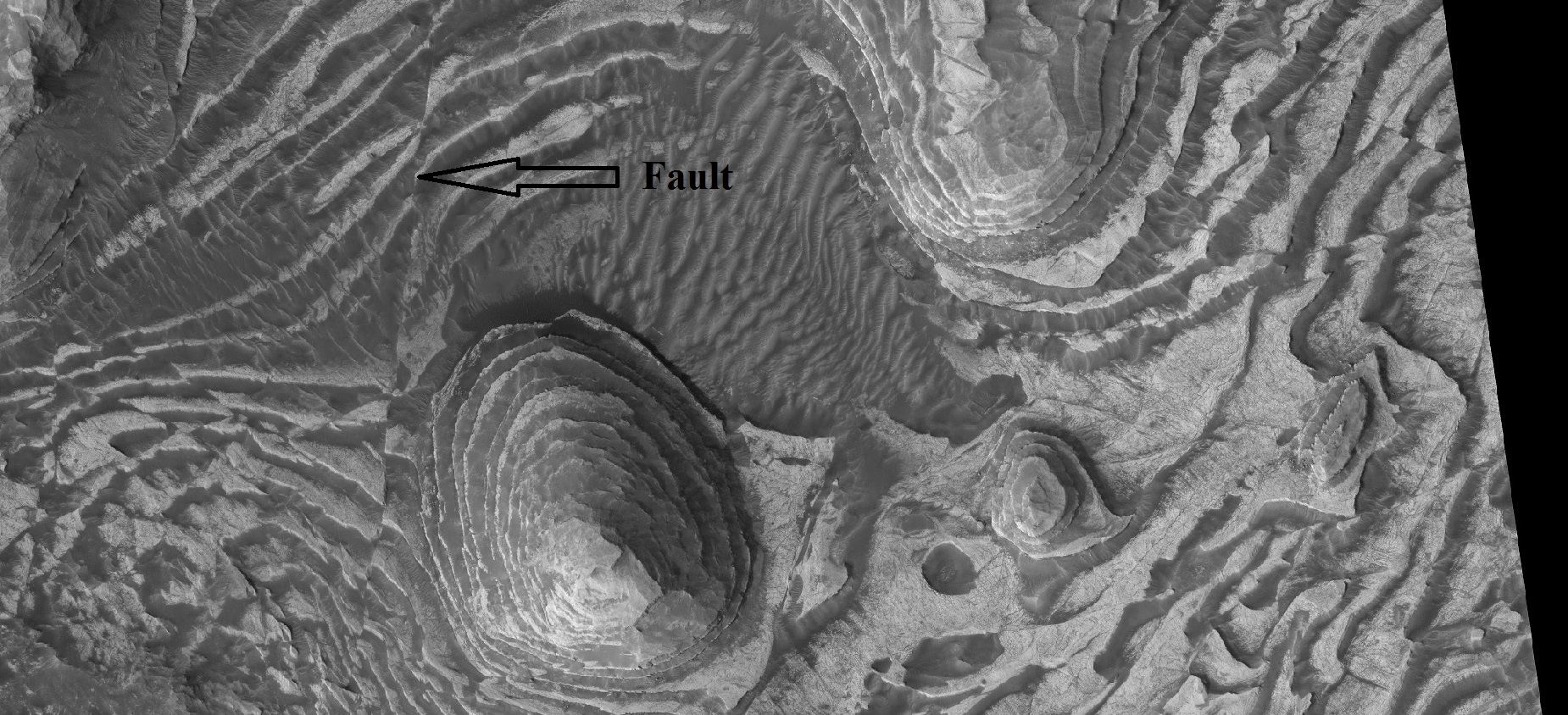
HiWish计划下高分辨率成像科学设备显示的菲尔索夫陨击坑的岩层和断层，箭头指示了一道较大的断层，但图中还有其他更小的断层。
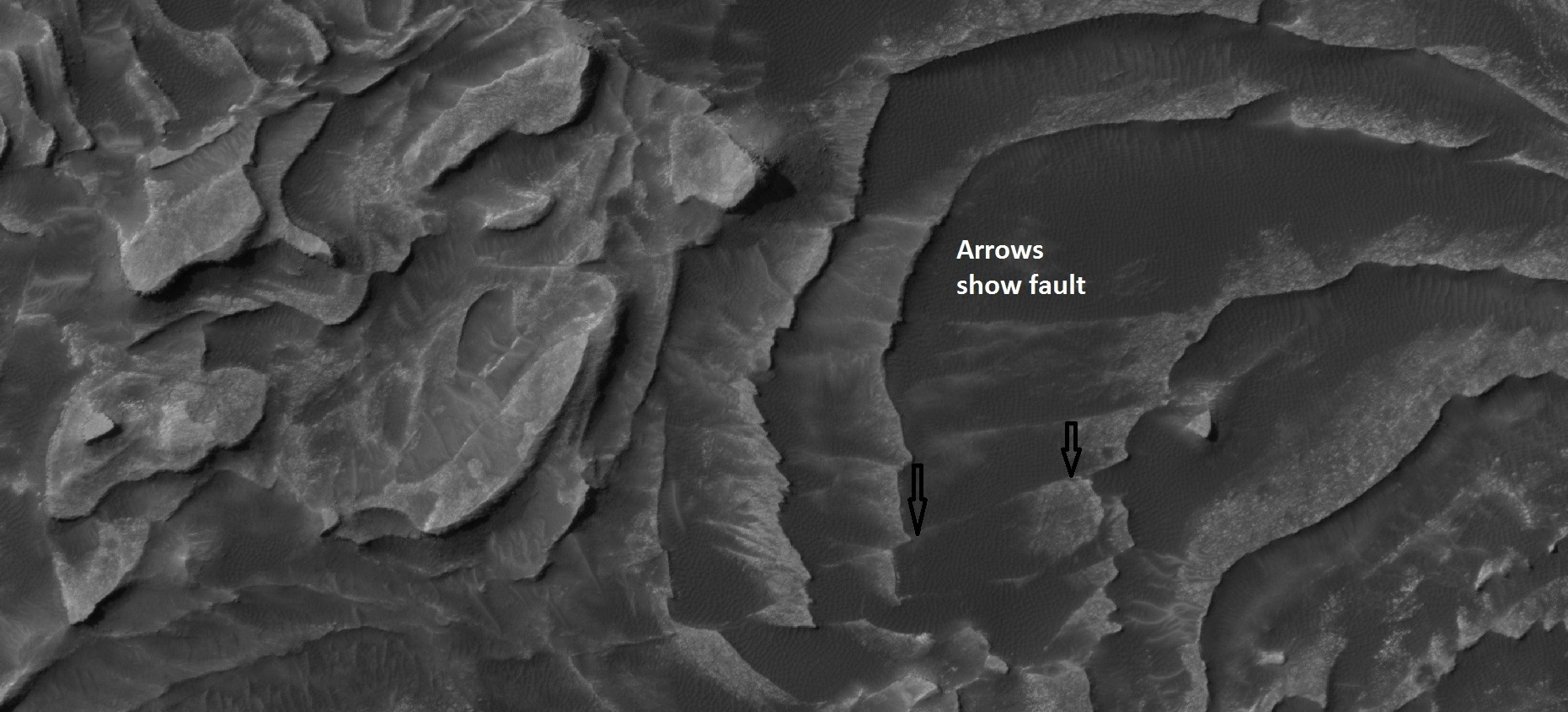
HiWish计划下高分辨率成像科学设备显示的菲尔索夫陨击坑的断层和岩层。
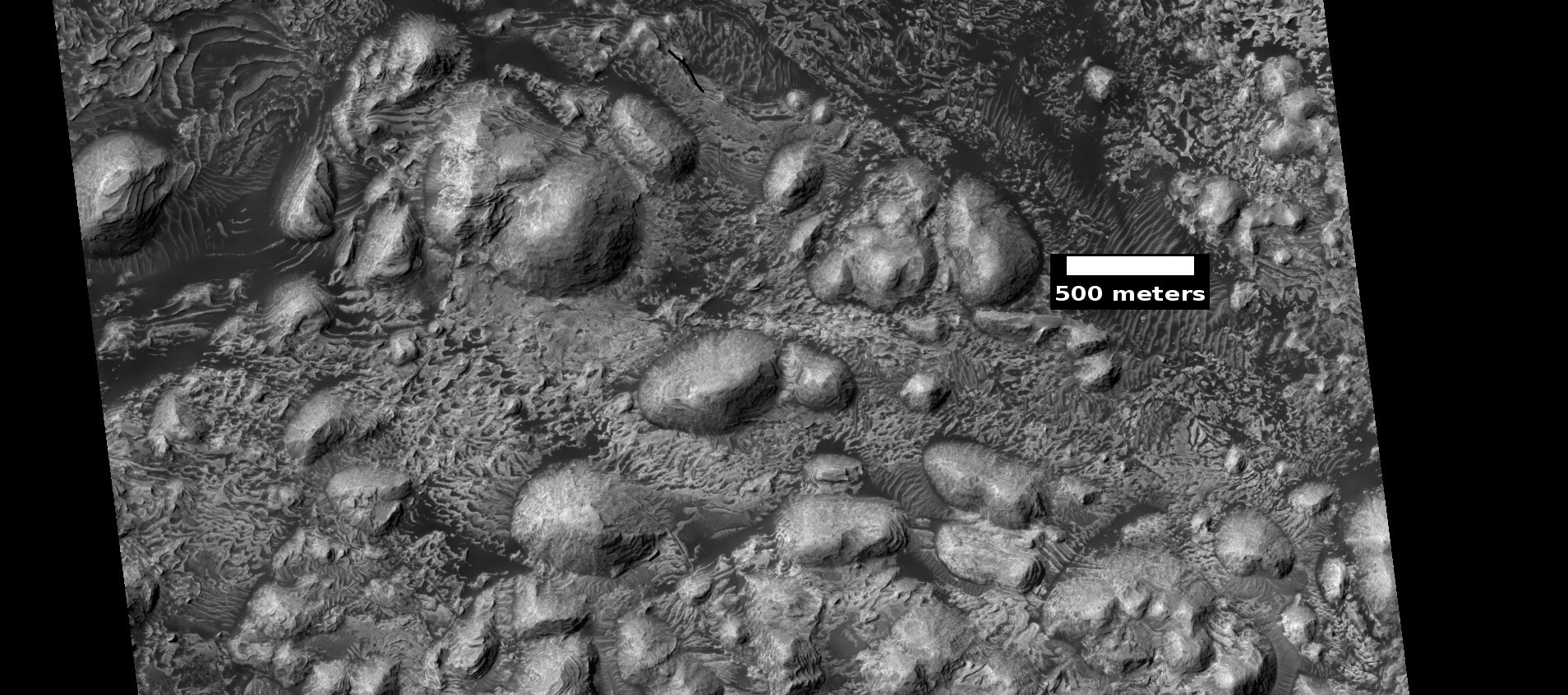
HiWish计划下高分辨率成像科学设备显示的菲尔索夫陨击坑地层全景图。
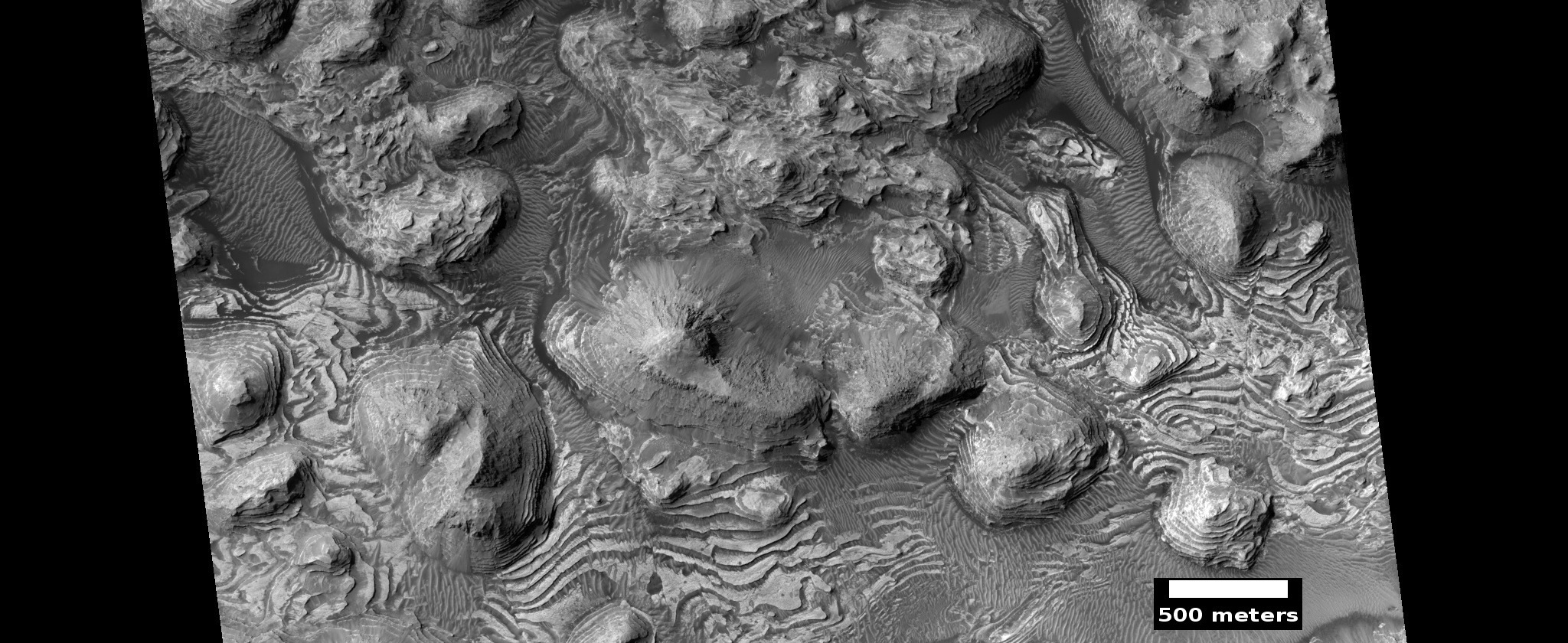
HiWish计划下高分辨率成像科学设备显示的菲尔索夫陨击坑地层全景图。

已提出了许多沉积作用来解释赤道层状沉积物的形成，例如冰下火山、空气中的尘埃、湖泊淤积物和泉水中的矿物沉积。

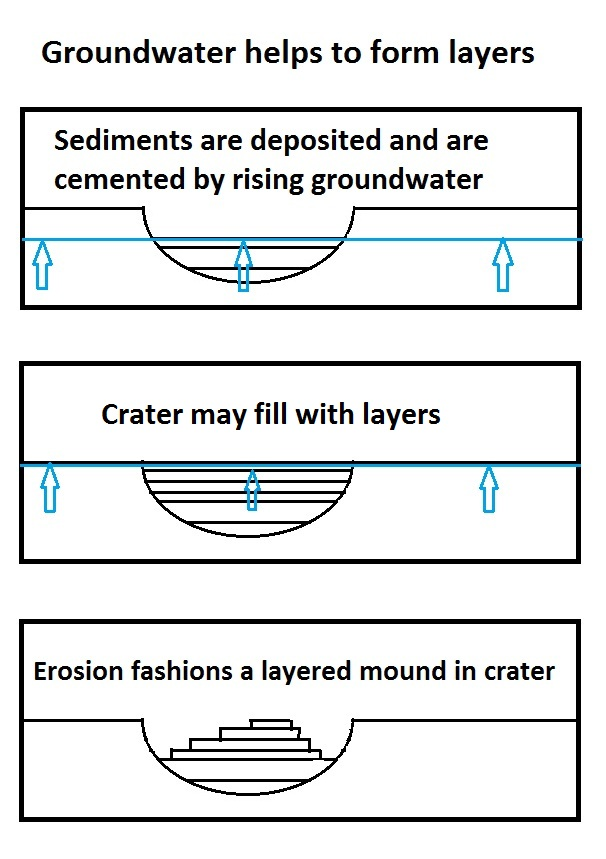
地层可能是由地下水上升沉积的矿物和沉积物胶结所形成，因此，硬化层更耐侵蚀。这一作用可能会发生，但并不是在湖底形成地层。

地下水可能在许多地方的地层形成过程中发挥了重要作用。计算和模拟表明，带有溶解矿物的地下水将在岩层丰富的相同位置出现。根据这种观点，深谷和大陨坑将会接收到来自地下的液态水。火星阿拉伯区的许多陨石坑中都含有一层组。其中一些可能是气候变化造成的，火星自转轴的倾斜度在过去曾多次改变，有些变化很大。由于气候的这种变化，火星大气层有时会更厚，并且含有更多的水分。大气中尘埃的数量也有所增减。据信，这些频繁的变化有助于在陨坑中和其他低洼处沉积物质。富含矿物质地下水的上升使这些物质变得更加坚硬。该模型还预测，当一座陨石坑被层状岩石填满后，则会在该陨坑周边区域形成额外的地层。因此，该模型预测，分层可能也已在陨坑之间的区域形成，并且已在这些区域观察到分层。
地层可通过地下水的作用而变硬，火星地下水可能流动了数百公里，在此过程中它溶解了所经过岩石中的许多矿物质。当地下水浮出在含沉积物的低洼地区时，水在稀薄大气中蒸发，留下矿物质作为沉积物和/或胶结物。由于尘埃层被胶结在一起，因此，以后不会被轻易侵蚀掉。在地球上，富含矿物质的水经常会蒸发形成各种盐和其他矿物的大型沉积物。有时水会流过地球的含水层，然后在地表蒸发，就像对火星假设的那样。地球上发生这种情况的一个地方是澳大利亚的大自流盆地。在地球上，许多沉积岩的硬度，如砂岩，很大程度上是由于水通过后所形成的水泥。
很多表明地下水胶结材料的有力证据来自机遇号的结果，机遇号探测的一些地方，比如坚忍、鹰和厄瑞玻斯撞击坑，已发现是地下水位突破地表的地方。此外，在这些地方还发现了风驱动的水流所运来的沉积物。表面小裂缝被认为是在多次湿润和干燥事件中形成的，因此它们是地下水上升和下降的证据。子午线高原岩石中的硫酸铁（例如黄钾铁矾）表明存在酸性流体。当含有溶解铁（II）的水到达表面被氧化时，可能会产生出这些酸性液体。水文模型预测，子午线湾地区确实会出现地下水。

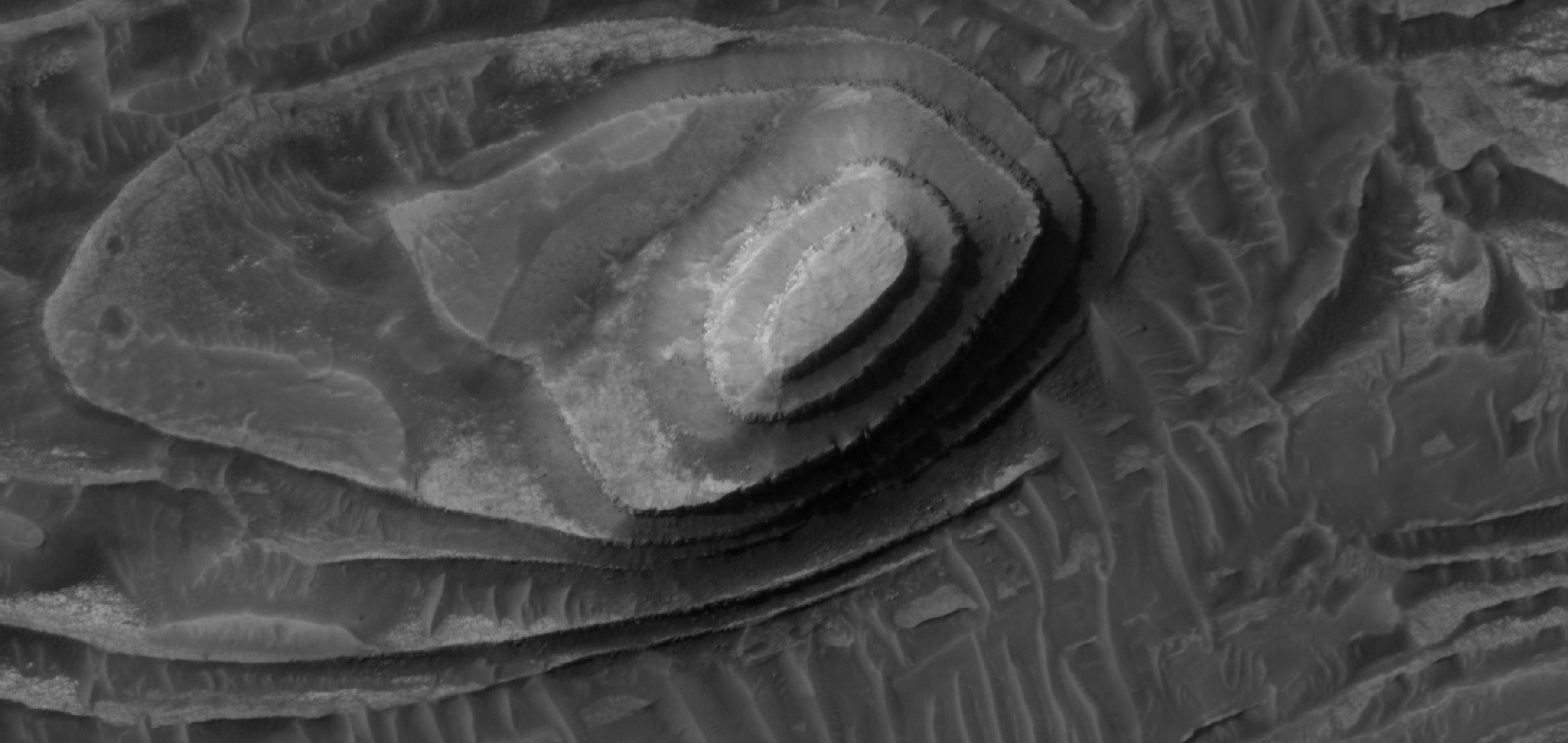
HiWish计划下高分辨率成像科学设备显示的欧克西亚沼区阿拉伯台地中克罗姆林陨击坑内的地垛。
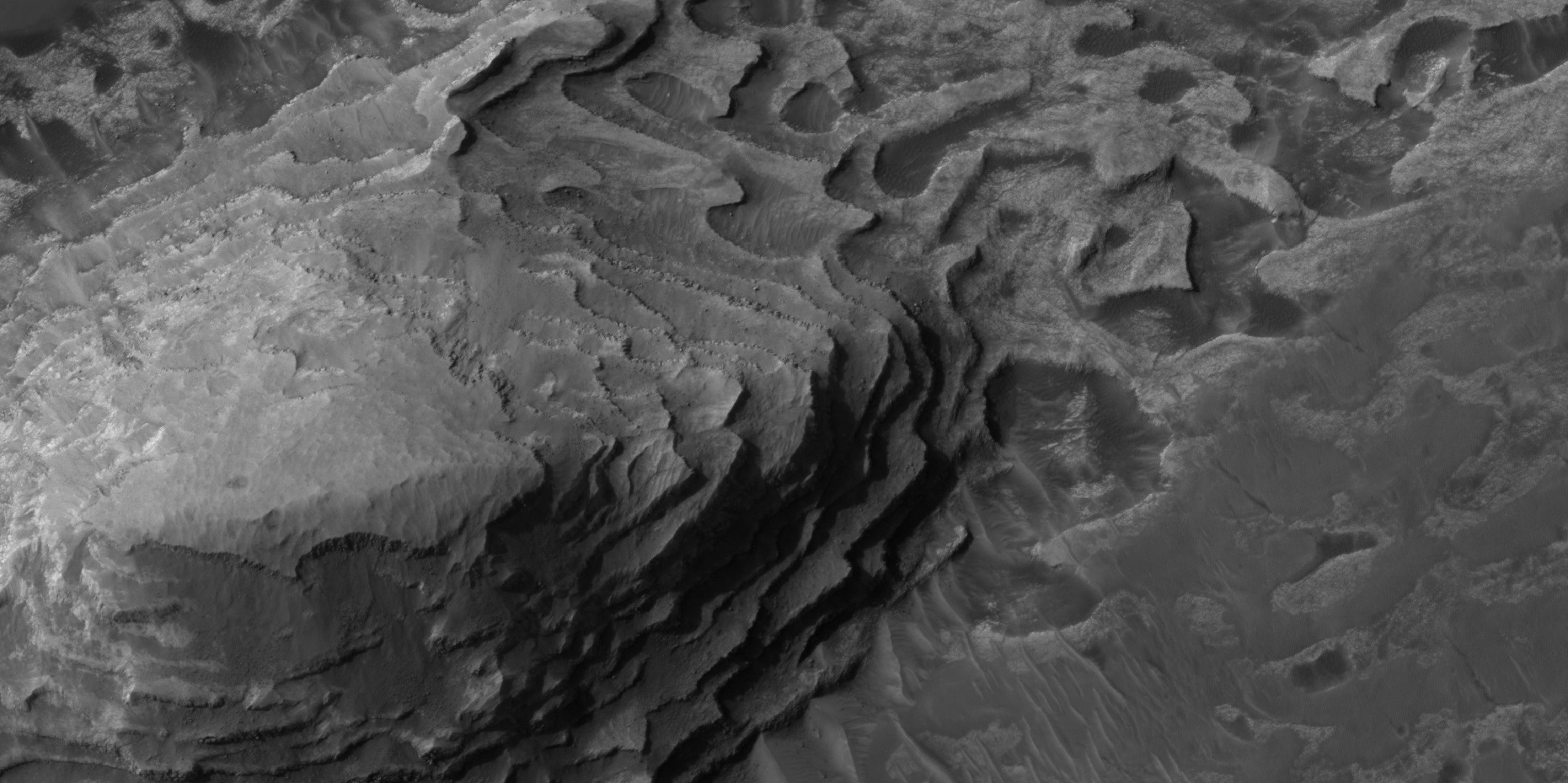
HiWish计划下高分辨率成像科学设备显示的欧克西亚沼区克罗姆林陨击坑内岩层。
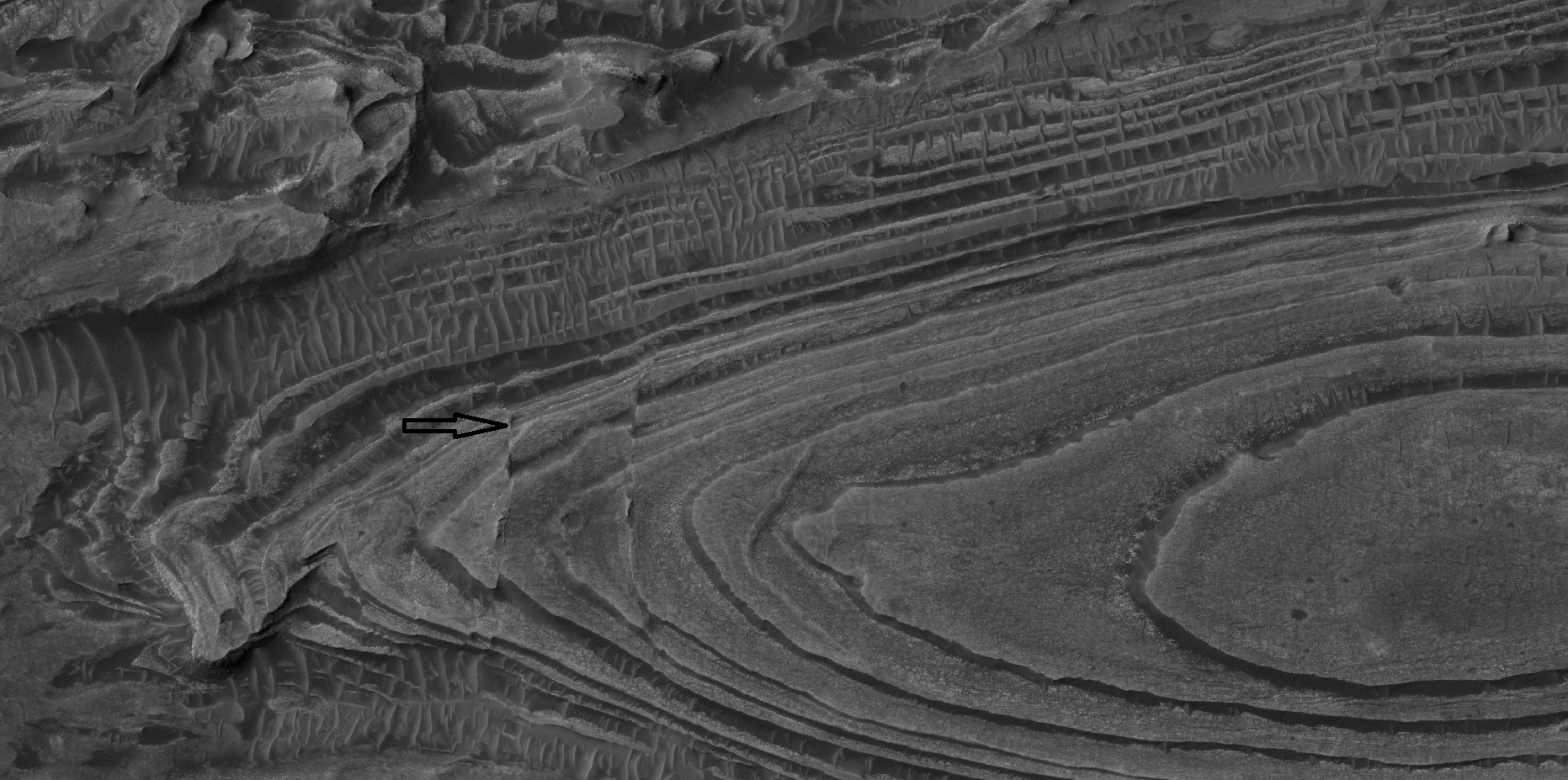
HiWish计划下高分辨率成像科学设备显示的欧克西亚沼区克罗姆林陨击坑内岩层，箭头指示了断层。

## 另请查看
- 埃俄利斯区
- 阿拉伯区
- 阿伦混沌
- 欧罗姆混沌
- 贝克勒尔陨击坑
- 火星气候
- 科普剌塔斯区
- 盖尔撞击坑
- 火星地质
- 火星的地下水
- 撞击坑——由于陨石的超高速撞击而形成的固体天体上的圆形凹陷
- 火星撞击坑
- 火星生命——在火星上的生命
- 珍珠湾区——火星的一个区域名称
- 欧克西亚沼区

## 延伸阅读
- Grotzinger, J. and R. Milliken (eds.).  2012.  Sedimentary Geology of Mars.  SEPM.